# Schweenssand
Der Schweenssand ist ein Naturschutzgebiet im Hamburger Stadtteil Neuland im Bezirk Harburg.
Das Naturschutzgebiet ist rund 35 Hektar groß. Es liegt im Stromspaltungsgebiet der Elbe und erstreckt sich in etwa von Stromkilometer 611 bis 614,5 auf das Südufer der Süderelbe. Das Naturschutzgebiet beinhaltet die bis zu 250 Meter breiten Außendeichsflächen etwas unterhalb der Landesgrenze zu Niedersachsen bis etwas oberhalb der Eisenbahnbrücke über die Süderelbe. Es wird von der Bundesautobahn 1, welche bei Stromkilometer 613 die Süderelbe quert, durchschnitten. Das Naturschutzgebiet bildet zusammen mit dem gegenüber am Nordufer der Süderelbe liegenden Naturschutzgebiet „Heuckenlock“ das FFH-Gebiet „Heuckenlock/Schweenssand“.
Das Gebiet wird von Süßwasserwatten mit Prielen, Sand- und Schlickwatt sowie Auwaldresten und Röhrichtbereichen geprägt. Es befindet sich im Tidebereich der Elbe und unterliegt der Flussdynamik.
Das Naturschutzgebiet gehört zusammen mit dem Naturschutzgebiet „Heuckenlock“ zu den artenreichsten Flächen Hamburgs. Rund 700 Pflanzenarten wurden hier gezählt, darunter die auch als Sumpf-Schmiele bezeichnete Wiebelschmiele und der Schierlingswasserfenchel, die nur im Süßwassertidegebiet der Elbe vorkommen. Außerdem sind u. a. Schilfrohr, Schmal- und Breitblättriger Rohrkolben, Salz- und Dreikantteichsimse, Gemeine Strandsimse, Rohrglanzgras und Igelkolben sowie Sumpfdotterblume zu finden. An den Spülsäumen wachsen Ampfer, Knöterich, Greiskraut und verschiedene Seggen, an die großflächige Queckenbestände anschließen. Auf Feuchtwiesenbereichen kommt die Schachbrettblume vor.
Die Röhrichtzonen bieten zahlreichen Tierarten Nahrung und Lebensraum. Außerdem sind sie, wie auch strömungsberuhigte Buchten, für Jungfische wichtig, für die sie ein Aufwuchsgebiet darstellen.
Röhricht- und Auwaldbereiche, die vielfach in einem urwaldähnlichen Zustand mit einem hohen Alt- und Totholzanteil sind, sind auch für zahlreiche Vogelarten wichtige Lebensräume. So kommen hier u. a. Teich- und Sumpfrohrsänger, Beutelmeise, Pirol, Nachtigall, Waldohreule und verschiedene Spechte vor.
Das Gebiet, das vom Naturschutzverband Gesellschaft für ökologische Planung betreut wird, steht seit dem 31. August 1993 unter Naturschutz. Für die Ausweisung des Naturschutzgebietes mussten vier Wassersportvereine, die hier ihre Liegeplätze hatten, weichen. Sie fanden im Harburger Binnenhafen eine neue Heimat.